# Groupement des industries françaises aéronautiques et spatiales

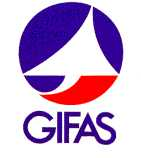

Il Groupement des Industries Françaises Aéronautiques et Spatiales (GIFAS abbreviato) è l'associazione francese delle industrie aerospaziali. È stato creato nel 1908. Ha più di 260 membri.
Il primo nome dell'associazione è stato Association des Industries de la Locomotion Aérienne. Ha acquistato il suo nome attuale nel 1975.
L'attuale presidente della GIFAS è Éric Trappier, CEO di Dassault Aviation.

## Organizzazione
Alcuni membri sono:
- Airbus
- Astrium
- Dassault Aviation
- Airbus Group
- Airbus Helicopters
- Goodrich Corporation
- Groupe Latécoère
- MBDA
- Ratier
- Safran
- Snecma
- SOCATA
- Thales Group
- Zodiac Aerospace